# قوردريك سفلي
قوردريك سفلي هي قرية في مقاطعة خوي، إيران. يقدر عدد سكانها بـ 205 نسمة بحسب إحصاء 2016.